# International Times
International Times (it ou IT) est un journal underground londonien fondé en 1966. John Hopkins, David Mairowitz, Pete Stansill, Barry Miles, Jim Haynes, Tom McGrath, Jack Moore, Bill Levy mais aussi Mick Farren (chanteur des Deviants), firent partie de ses rédacteurs.
Le logo du journal était un dessin en noir et blanc inspiré d'une photo de Theda Bara, célèbre actrice de films muets. L'intention première du fondateur avait pourtant été d'employer une image de Clara Bow. 
Il est à noter que Paul McCartney fit des dons au journal.
En 209 numéros, IT connut plusieurs formules : de 1966 à 1972 (interdit pour ses petites annonces gay), puis de 1975 à 1982 et enfin de 1986 au milieu des années 1990. Depuis fin 2011, il existe sous forme de webzine.